# Obervogteiamt Reichenau
Das Obervogteiamt Reichenau war in napoleonischer Zeit eine Verwaltungseinheit im Südosten des Landes Baden. Es bestand von 1803 bis 1810.

## Geschichte
Nachdem das im Untersee, dem westlichen Teil des Bodensees auf der Insel Reichenau gelegene gleichnamige Kloster mitsamt seinen Besitzungen 1540 vom Fürstbistum Konstanz übernommen worden war, errichtete dieses das Obervogteiamt Reichenau als Verwaltungseinheit. Sein Gebiet erstreckte sich, neben der Insel, auf die Hälfte der am nördlichen Ufer gegenüberliegenden Halbinsel Bodanrück sowie auf einen Streifen entlang des zur Schweiz gehörenden Südufer des Sees. Mit dem Reichsdeputationshauptschluss von 1803 wurde der zum Kurfürstentum aufgewerteten Markgrafschaft Baden die Landeshoheit über den auf dem Gebiet des Heiligen Römischen Reiches gelegenen Teil des Fürstbistums zuerkannt. Die badische Regierung behielt die Bezeichnung bei und ordnete es, gemeinsam mit dem am Westufer gelegenen Amt Bohlingen, in dem sie weitere, von Konstanz gekommene Gebiete zusammenfasste, der Obervogtei Reichenau unter.
1807 wurde die Obervogtei aufgelöst, die beiden Ämter unterstanden nun direkt der nächsthöheren Ebene. In Umsetzung der Bestimmungen des Novemberedikts von 1809 wurde das Obervogteiamt Reichenau Anfang 1810 aufgelöst, seine Orte dem Oberamt Konstanz zugeteilt.

## Leiter der Verwaltung
Das Amt hatte zunächst keinen eigenen Leiter. Der nach dem Tode des Obervogts Friedrich von Hundbiß 1805 provisorisch angestellte Amtmann von Kraft wurde 1807 für das Obervogteiamt bestätigt.

## Orte und Einwohnerzahlen
1805 wurde von diesen Orten und Einwohnerzahlen berichtet:
- Reichenau, mit Ober- und Niederzell: 512
- Allensbach, mit Kaltbrunn: 700
- Schloss Hegne: 18
- Markelfingen, mit dem Kloster Adelheiden und vier Höfen: 244
- Wollmatingen: 549

## Übergeordnete Verwaltungseinheiten
Im Rahmen der Verwaltungsstruktur des Landes wurden die Obervogtei und das Amt zunächst dem Oberen Fürstentum am Bodensee mit Sitz in Meersburg zugeordnet. Ab 1807 war die Provinz des Oberrheins, auch Badische Landgrafschaft genannt, mit Sitz in Freiburg im Breisgau, zuständig.

## Weitere Entwicklung
Das Oberamt Konstanz entwickelte sich später zum Bezirksamt. Aus diesem entstand 1939 der Landkreis Konstanz.